# U218 Singles
U218 Singles is een verzamelalbum van U2 uitgekomen in november 2006.
Hierop zijn de 16 grootste hits van de Ierse band gebundeld. Maar ook zijn er twee nieuwe nummers te vinden op deze cd die nog nooit eerder op cd waren uitgebracht: The Saints Are Coming en Window in the Skies. De eerste single, een duet met Green Day, werd speciaal gemaakt voor de slachtoffers van orkaan Katrina.

## Tracklist
1. I Will Follow
2. Beautiful Day
3. I Still Haven't Found What I'm Looking For
4. Pride (In the Name of Love)
5. With or Without You
6. Vertigo
7. New Year's Day
8. Mysterious Ways
9. Stuck in a Moment You Can't Get Out Of
10. Where the Streets Have No Name
11. Sweetest Thing
12. Sunday Bloody Sunday
13. One
14. Desire
15. Walk On
16. Elevation
17. Sometimes You Can't Make It on Your Own
18. The Saints Are Coming
19. Window in the Skies

## Vertigo 05: Live from Milan-dvd
Bij de speciale uitvoering van 18 Singles zit een bonus-dvd met daarop de hoogtepunten van een concert, dat de band heeft gegeven tijdens de Vertigo Tour in Milaan. Op deze dvd zijn de volgende nummers te vinden:
1. "Vertigo"
2. "I Will Follow"
3. "Elevation"
4. "I Still Haven't Found What I'm Looking For"
5. "All I Want Is You"
6. "City of Blinding Lights"
7. "Sometimes You Can't Make It on Your Own"
8. "Miss Sarajevo"
9. "Original of the Species"
10. "With or Without You"

## 18 Videos
Daarnaast is er een ook een dvd-uitvoering waarop alle clips, behalve "Window in the Skies" te vinden zijn, getiteld 18 Videos. Bovendien bevat de dvd enkele extra's, te weten:
- The Making of Vertigo
- The Making of One
- Beautiful Day (Eze-versie)
- Pride (In the Name of Love) (Slane Castle-versie)
- Vertigo (Lissabon-versie)
- Vertigo (Hanover Quay-versie)
- One (Buffalo-versie)
- One (Restaurant-versie)
- Sometimes You Can't Make It on Your Own (Single Take-versie)

Bono · The Edge · Adam Clayton · Larry Mullen jr.